# Sembrancher
Sembrancher är en ort och kommun i distriktet Entremont i kantonen Valais, Schweiz. Kommunen har 1 093 invånare (2023).